# Sydamerikansk palmseglare
Sydamerikansk palmseglare (Tachornis squamata) är en fågel i familjen seglare.

## Utseende och läte
Sydamerikansk palmseglare är en omisskännlig seglare, med lång och kluven stjärt som ofta hålls stängd och slank kropp. Ovansidan är mörkbrun och undersidan vitaktig.

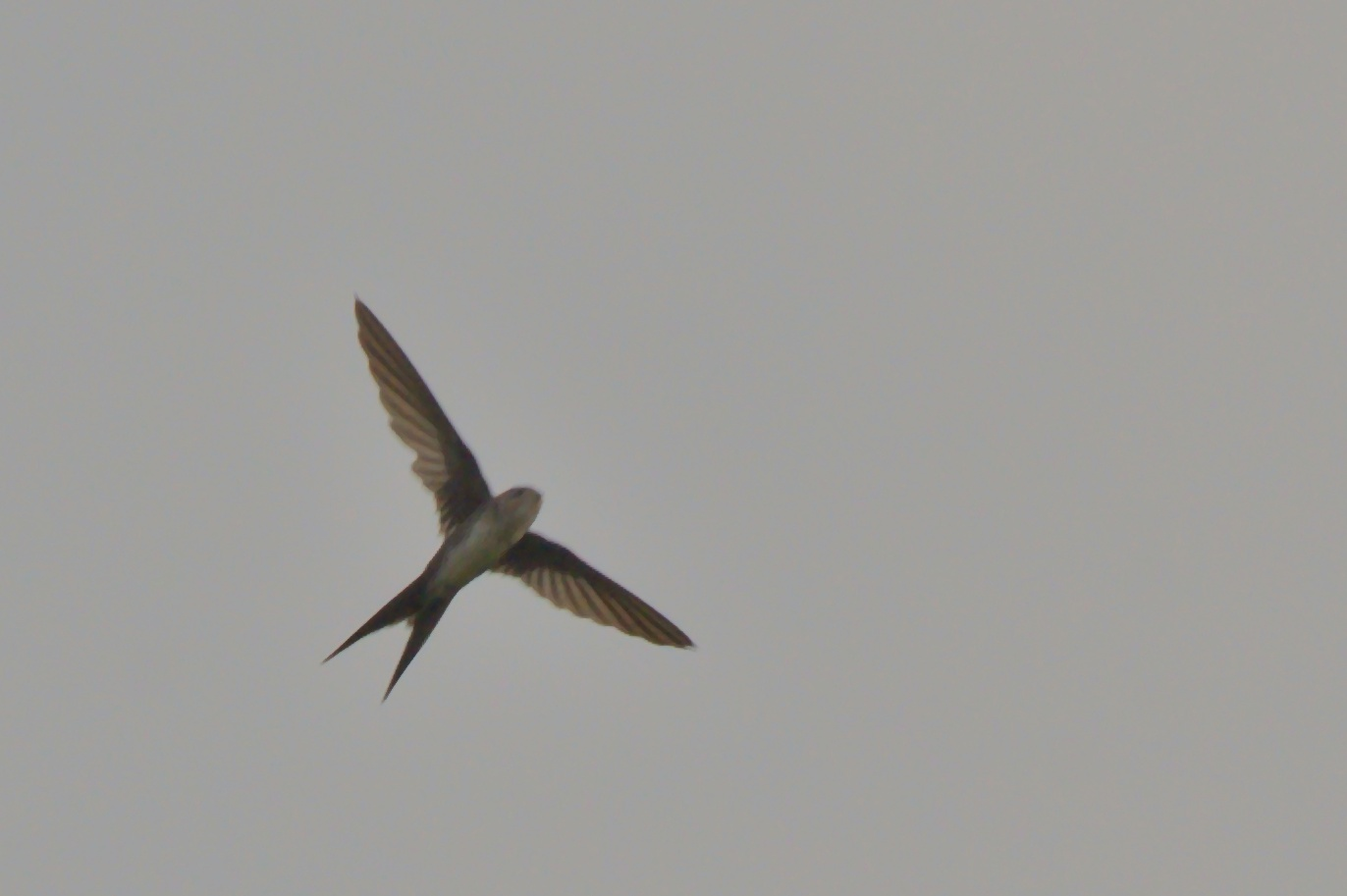

## Utbredning och systematik
Sydamerikansk palmseglare förekommer i stora delar av norra Sydamerika. Den delas in i två underarter med följande utbredning:
- Tachornis squamata semota – förekommer från östra Colombia till södra Venezuela, östra Ecuador, nordöstra Peru och nordvästra Brasilien
- Tachornis squamata squamata – från Trinidad och Guyana till Amazonområdet och östra Brasilien

## Levnadssätt
Sydamerikansk palmseglare ses alltid i närheten av palmträd i både urbana och lantliga områden. Den ses ofta i grupper. Fågeln har noteras stjäla fjädrar från andra fåglars kroppar i flykten.

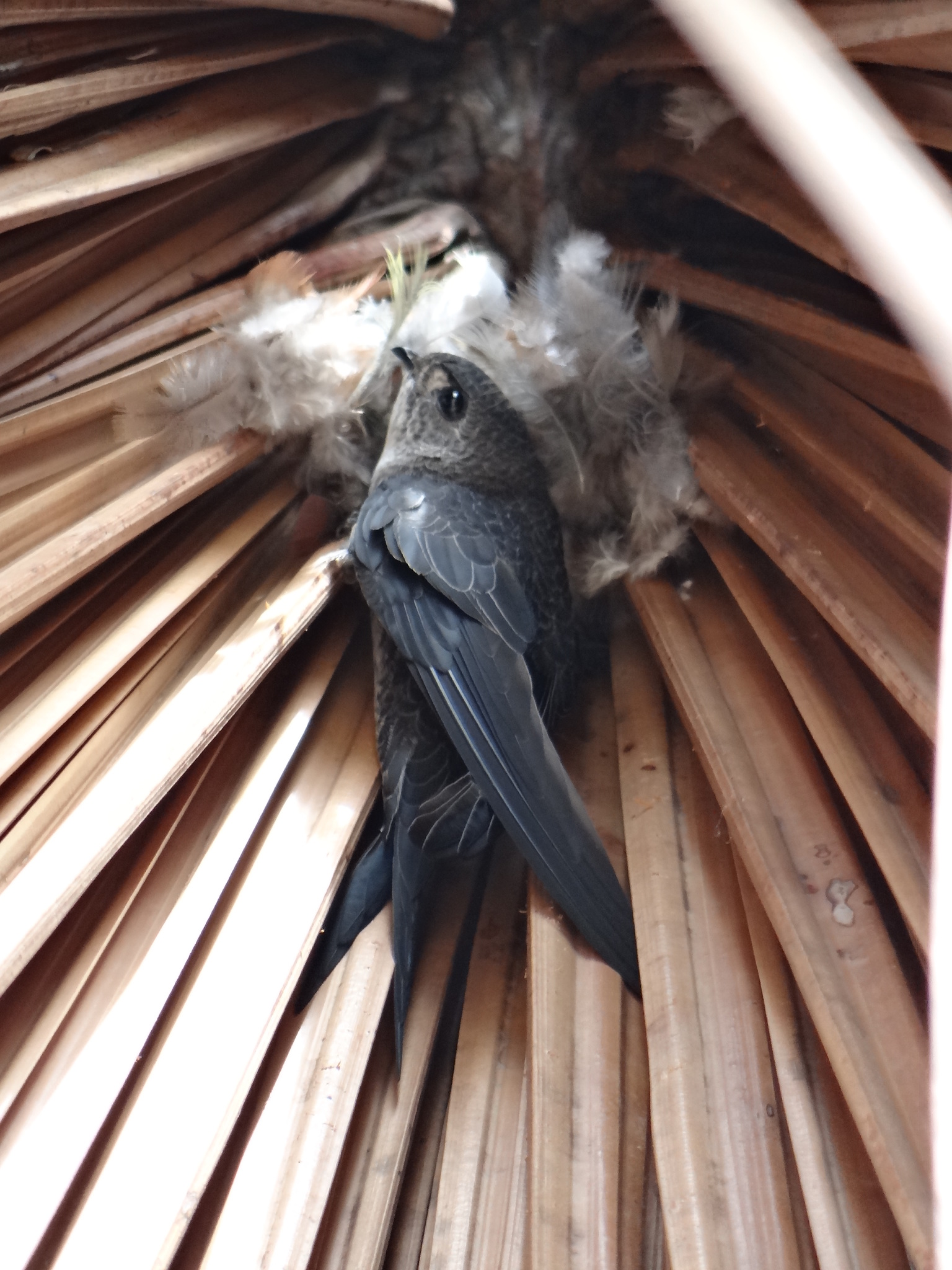

## Status
Arten har ett stort utbredningsområde och beståndet anses stabilt. Internationella naturvårdsunionen IUCN listar den därför som livskraftig (LC).